# Hemeroblemma rengus
Hemeroblemma rengus är en fjärilsart som beskrevs av Felipe Poey 1832. Hemeroblemma rengus ingår i släktet Hemeroblemma och familjen nattflyn. Inga underarter finns listade i Catalogue of Life.